# Leptanthura affinis
Leptanthura affinis är en kräftdjursart som först beskrevs av Bonnier 1896.  Leptanthura affinis ingår i släktet Leptanthura och familjen Leptanthuridae. Inga underarter finns listade i Catalogue of Life.